# Федоренко, Георгий Семёнович
Георгий Семёнович Федоренко (8 февраля 1906 — 8 марта 1969) — советский военачальник, военный лётчик, участник Советско-японской войны, командир 32-й истребительной авиационной дивизии во время Советско-японской войны, командир 78-го истребительного авиационного корпуса, командующий 42-й воздушной истребительной армией ПВО, генерал-лейтенант авиации (04.02.1944).

## Биография
Георгий Семёнович Федоренко родился 8 февраля 1906 года селе Ильино Усовской волости Велижского уезда Витебской губернии Российская империя (ныне Усвятский район Псковской области). Русский.
В Красной армии с октября 1928 года. Окончил полковую школу 4-го Украинского полка войск ОГПУ в Харькове в 1929 году, 7-ю военную школу летчиков в Сталинграде в 1932 году, авиационный факультет Высшей военной академии Генерального штаба имени К. Е. Ворошилова в 1949 году.
После окончания в Сталинграде 7-й военной школы летчиков в 1932 году оставлен в ней инструктором. В октябре 1933 года переведен в 117-ю истребительную авиаэскадрилью в Люберцы, где проходил службу старшим летчиком, командиром звена и отряда. В феврале 1935 года направлен летчиком-испытателем на завод № 38 имени Курчевского. Через год вернулся в 117-ю истребительную авиаэскадрилью. В октябре 1937 года вместе эскадрильей перебазировался на Дальний Восток в состав ВВС Особой Краснознамённой Дальневосточной армии (ОКДВА).
С июня 1938 года Г. С. Федоренко служил в 40-м истребительном авиационном полку ВВС ОКДВА в должностях командира эскадрильи и помощника командира полка. С ноября 1938 года — командир 48-го истребительного авиационного полка, с конца 1940 года — командир 304-го истребительного авиационного полка.
С началом войны продолжал командовать этим полком. С марта 1942 года вступил в командование 32-й истребительной авиационной дивизией. С августа 1942 года дивизия вошла в состав 9-й воздушной армии. Дивизия выполняла задачи по прикрытию воздушных границ СССР на Дальнем Востоке. С 30 апреля по 17 июля 1944 года полковник Г. С. Федоренко проходил боевую стажировку в 302-й истребительной авиационной дивизии 5-й воздушной армии 2-го Украинского фронта в должности командира дивизии. В течение 21 суток находился на КП стрелковых соединений, занимался наведением истребителей на воздушные цели. По возвращении со стажировки вновь вступил в командование дивизией.
В ходе Советско-японской войны дивизия в составе 9-й воздушной армии 1-го Дальневосточного фронта принимала участие в Харбино-Гиринской наступательной операции. Её части сопровождали бомбардировщики для нанесения ударов по военным объектам противника в районах Чанчунь и Харбин, осуществляли авиационную поддержку войск 1-й Краснознаменной и 5-й армий при прорыве обороны противника, содействовали войск фронта в овладении Хутоуским и Дуннинским укрепрайонами и разгроме муданьцзянской группировкой противника.
За образцовое выполнение заданий командования в боях против японских войск на Дальнем Востоке при форсировании реки Уссури, прорыве Хутоуского, Мишанського, Пограничненского и Дунненского укрепленных районов, овладении городами Мишань, Гирин, Яньцзи, Харбин и проявленные при этом доблесть и мужество 32-я истребительная авиационная дивизия Приказом Народного комиссара обороны СССР № 0165 от 28 сентября на основании Указа Президиума Верховного Совета СССР от 19 сентября 1945 года награждена орденом «Красного Знамени» и объявлена благодарность.
Всего за время Советско-японской войны дивизией выполнено 634 боевых вылетов, сбито 2 самолёта в воздухе, потеряно 3 лётчика и 7 самолётов.
После войны генерал-майор авиации Г. С. Федоренко продолжал командовать дивизией. 23 декабря 1948 года награждён Орденом Государственного флага 2 степени Корейской народной республики. С февраля 1947 года по март 1949 года учился в Высшей военной академии Генерального штаба имени К. Е. Ворошилова, по окончании которой командовал 78-м истребительным авиационным корпусом ПВО, с февраля 1952 года — 42-й воздушной истребительной армией ПВО. С февраля 1954 года по июнь 1954 года генерал-лейтенант авиации Г. С. Федоренко состоял в распоряжении командующего войсками ПВО страны, затем назначен в инспекцию ПВО страны на должность генерал-инспектора истребительной авиации и радиотехнической службы. С марта 1955 года — генерал-инспектор Инспекции истребительной авиации Главной инспекции МО СССР, с июня 1956 года — первый заместитель командующего Северо-Кавказской армией ПВО. В сентябре 1956 года назначен заместителем начальника кафедры ПВО Высшей военной академии Генерального штаба. 
В сентябре 1960 года уволен в отставку.
Умер 8 марта 1969 года в Москве, похоронен на Ваганьковском кладбище.

## Награды
- Орден Ленина[1];
- 2 ордена Красного Знамени[1];
- 2 Ордена Красной Звезды[1];
- медали[1];
- Орден Государственного флага 2 степени (Корейская Народно-Демократической Республика)[1].